# Анъэй
Анъэй (яп. 安永 анъэй, Мирная вечность) — девиз правления (нэнго) японских императоров Го-Момодзоно и Кокаку, использовавшийся с 1772 по 1781 год.

## Продолжительность
Начало и конец эры:
- 16-й день 11-й луны 9-го года Мэйва (по григорианскому календарю — 10 декабря 1772);
- 2-й день 4-й луны 10-го года Анъэй (по григорианскому календарю — 25 апреля 1781).

## Происхождение
Название нэнго было заимствовано из 1-го цзюаня древнекитайского сочинения Вэньсюань:「寿安永寧、天禄宣明、温飾迎春」.

## События
- 1774 год (3-й год Анъэй) — вышел первый японский учебник по европейской анатомии, Кайтай синсё;
- 1775 год (4-й год Анъэй) — по стране прокатилась волна эпидемий, уничтожившая в одном только Эдо 190 000 чел[8];
- 1775 год (4-й год Анъэй) — в факторию Голландской Ост-Индской компании в заливе Нагасаки прибыл шведский натуралист Карл Петер Тунберг, который впоследствии станет известен как автор первого детального обзора флоры и фауны Японского архипелага;
- 1778 (7-й год Анъэй) — Киото пострадал от масштабного наводнения[8];
- 1778 (7-й год Анъэй) — в результате извержения вулканического острова Сакурадзима (недалеко от современного города Кагосима) погибло 16 000 чел[8]; катаклизм вошёл в историю как Великое извержение годов Анъэй (яп. 安永大噴火);
- 1779 год (8-й год Анъэй) — голландский хирург, культуролог и антрополог Исаак Титсинг прибыл на Дэдзиму;
- 1780 год (9-й год Анъэй) — в регионе Канто началось наводнение из-за продолжительных проливных дождей[8];
- 1780 год (9-й год Анъэй) — в черте города, на месте нынешнего университета Васэда, построили рукотворную мини-Фудзияму и договорились считать её эквивалентом священного оригинала. Назвали макет соответственно: Фудзидзука (холм Фудзи) — и для усиления родства завезли камни с настоящей горы[9];
- 1780 год (9-й год Анъэй) — в столичном районе Фукагава построили городской приют для бездомных (Мусюку ёикусё)[10];

## Сравнительная таблица
Ниже представлена таблица соответствия японского традиционного и европейского летосчисления. В скобках к номеру года японской эры указано название соответствующего года из 60-летнего цикла китайской системы гань-чжи. Японские месяцы традиционно названы лунами.
| 1-й год Анъэй (Водяной Дракон)      | 1-я луна*       | 2-я луна   | 3-я луна  | 4-я луна*               | 5-я луна  | 6-я луна*               | 7-я луна   | 8-я луна*             | 9-я луна*   | 10-я луна  | 11-я луна* | 12-я луна      |                          |
| ----------------------------------- | --------------- | ---------- | --------- | ----------------------- | --------- | ----------------------- | ---------- | --------------------- | ----------- | ---------- | ---------- | -------------- | ------------------------ |
| Григорианский календарь             | 4 февраля 1772  | 4 марта    | 3 апреля  | 3 мая                   | 1 июня    | 1 июля                  | 30 июля    | 29 августа            | 27 сентября | 26 октября | 25 ноября  | 24 декабря     |                          |
| Юлианский календарь                 | 24 января 1772  | 22 февраля | 23 марта  | 22 апреля               | 21 мая    | 20 июня                 | 19 июля    | 18 августа            | 16 сентября | 15 октября | 14 ноября  | 13 декабря     |                          |
| 2-й год Анъэй (Водяная Змея)        | 1-я луна*       | 2-я луна   | 3-я луна  | 3-я луна (високосная) * | 4-я луна  | 5-я луна                | 6-я луна*  | 7-я луна              | 8-я луна*   | 9-я луна*  | 10-я луна  | 11-я луна*     | 12-я луна                |
| Григорианский календарь             | 23 января 1773  | 21 февраля | 23 марта  | 22 апреля               | 21 мая    | 20 июня                 | 20 июля    | 18 августа            | 17 сентября | 16 октября | 14 ноября  | 14 декабря     | 12 января 1774           |
| Юлианский календарь                 | 12 января 1773  | 10 февраля | 12 марта  | 11 апреля               | 10 мая    | 9 июня                  | 9 июля     | 7 августа             | 6 сентября  | 5 октября  | 3 ноября   | 3 декабря      | 1 января 1774            |
| 3-й год Анъэй (Деревянная Лошадь)   | 1-я луна*       | 2-я луна   | 3-я луна  | 4-я луна*               | 5-я луна  | 6-я луна*               | 7-я луна   | 8-я луна*             | 9-я луна    | 10-я луна* | 11-я луна  | 12-я луна*     |                          |
| Григорианский календарь             | 11 февраля 1774 | 12 марта   | 11 апреля | 11 мая                  | 9 июня    | 9 июля                  | 7 августа  | 6 сентября            | 5 октября   | 4 ноября   | 3 декабря  | 2 января 1775  |                          |
| Юлианский календарь                 | 31 января 1774  | 1 марта    | 31 марта  | 30 апреля               | 29 мая    | 28 июня                 | 27 июля    | 26 августа            | 24 сентября | 24 октября | 22 ноября  | 22 декабря     |                          |
| 4-й год Анъэй (Деревянная Коза)     | 1-я луна        | 2-я луна*  | 3-я луна  | 4-я луна*               | 5-я луна  | 6-я луна*               | 7-я луна   | 8-я луна              | 9-я луна*   | 10-я луна  | 11-я луна  | 12-я луна*     | 12-я луна (високосная) * |
| Григорианский календарь             | 31 января 1775  | 2 марта    | 31 марта  | 30 апреля               | 29 мая    | 28 июня                 | 27 июля    | 26 августа            | 25 сентября | 24 октября | 23 ноября  | 23 декабря     | 21 января 1776           |
| Юлианский календарь                 | 20 января 1775  | 19 февраля | 20 марта  | 19 апреля               | 18 мая    | 17 июня                 | 16 июля    | 15 августа            | 14 сентября | 13 октября | 12 ноября  | 12 декабря     | 10 января 1776           |
| 5-й год Анъэй (Огненная Обезьяна)   | 1-я луна        | 2-я луна*  | 3-я луна  | 4-я луна*               | 5-я луна  | 6-я луна*               | 7-я луна   | 8-я луна*             | 9-я луна    | 10-я луна  | 11-я луна  | 12-я луна*     |                          |
| Григорианский календарь             | 19 февраля 1776 | 20 марта   | 18 апреля | 18 мая                  | 16 июня   | 16 июля                 | 14 августа | 13 сентября           | 12 октября  | 11 ноября  | 11 декабря | 10 января 1777 |                          |
| Юлианский календарь                 | 8 февраля 1776  | 9 марта    | 7 апреля  | 7 мая                   | 5 июня    | 5 июля                  | 3 августа  | 2 сентября            | 1 октября   | 31 октября | 30 ноября  | 30 декабря     |                          |
| 6-й год Анъэй (Огненный Петух)      | 1-я луна        | 2-я луна*  | 3-я луна* | 4-я луна                | 5-я луна* | 6-я луна*               | 7-я луна   | 8-я луна*             | 9-я луна    | 10-я луна  | 11-я луна  | 12-я луна*     |                          |
| Григорианский календарь             | 8 февраля 1777  | 10 марта   | 8 апреля  | 7 мая                   | 6 июня    | 5 июля                  | 3 августа  | 2 сентября            | 1 октября   | 31 октября | 30 ноября  | 30 декабря     |                          |
| Юлианский календарь                 | 28 января 1777  | 27 февраля | 28 марта  | 26 апреля               | 26 мая    | 24 июня                 | 23 июля    | 22 августа            | 20 сентября | 20 октября | 19 ноября  | 19 декабря     |                          |
| 7-й год Анъэй (Земляная Собака)     | 1-я луна        | 2-я луна   | 3-я луна* | 4-я луна*               | 5-я луна  | 6-я луна*               | 7-я луна*  | 7-я луна (високосная) | 8-я луна*   | 9-я луна   | 10-я луна  | 11-я луна      | 12-я луна*               |
| Григорианский календарь             | 28 января 1778  | 27 февраля | 29 марта  | 27 апреля               | 26 мая    | 25 июня                 | 24 июля    | 22 августа            | 21 сентября | 20 октября | 19 ноября  | 19 декабря     | 18 января 1779           |
| Юлианский календарь                 | 17 января 1778  | 16 февраля | 18 марта  | 16 апреля               | 15 мая    | 14 июня                 | 13 июля    | 11 августа            | 10 сентября | 9 октября  | 8 ноября   | 8 декабря      | 7 января 1779            |
| 8-й год Анъэй (Земляная Свинья)     | 1-я луна        | 2-я луна   | 3-я луна* | 4-я луна*               | 5-я луна  | 6-я луна*               | 7-я луна*  | 8-я луна              | 9-я луна*   | 10-я луна  | 11-я луна  | 12-я луна*     |                          |
| Григорианский календарь             | 16 февраля 1779 | 18 марта   | 17 апреля | 16 мая                  | 14 июня   | 14 июля                 | 12 августа | 10 сентября           | 10 октября  | 8 ноября   | 8 декабря  | 7 января 1780  |                          |
| Юлианский календарь                 | 5 февраля 1779  | 7 марта    | 6 апреля  | 5 мая                   | 3 июня    | 3 июля                  | 1 августа  | 30 августа            | 29 сентября | 28 октября | 27 ноября  | 27 декабря     |                          |
| 9-й год Анъэй (Металлическая Крыса) | 1-я луна        | 2-я луна   | 3-я луна* | 4-я луна                | 5-я луна* | 6-я луна                | 7-я луна*  | 8-я луна*             | 9-я луна    | 10-я луна* | 11-я луна  | 12-я луна*     |                          |
| Григорианский календарь             | 5 февраля 1780  | 6 марта    | 5 апреля  | 4 мая                   | 3 июня    | 2 июля                  | 1 августа  | 30 августа            | 28 сентября | 28 октября | 26 ноября  | 26 декабря     |                          |
| Юлианский календарь                 | 25 января 1780  | 24 февраля | 25 марта  | 23 апреля               | 23 мая    | 21 июня                 | 21 июля    | 19 августа            | 17 сентября | 17 октября | 15 ноября  | 15 декабря     |                          |
| 10-й год Анъэй (Металлический Бык)  | 1-я луна        | 2-я луна   | 3-я луна  | 4-я луна*               | 5-я луна  | 5-я луна (високосная) * | 6-я луна   | 7-я луна*             | 8-я луна*   | 9-я луна   | 10-я луна* | 11-я луна      | 12-я луна*               |
| Григорианский календарь             | 24 января 1781  | 23 февраля | 25 марта  | 24 апреля               | 23 мая    | 22 июня                 | 21 июля    | 20 августа            | 18 сентября | 17 октября | 16 ноября  | 15 декабря     | 14 января 1782           |
| Юлианский календарь                 | 13 января 1781  | 12 февраля | 14 марта  | 13 апреля               | 12 мая    | 11 июня                 | 10 июля    | 9 августа             | 7 сентября  | 6 октября  | 5 ноября   | 4 декабря      | 3 января 1782            |

* звёздочкой отмечены короткие месяцы (луны) продолжительностью 29 дней. Остальные месяцы длятся 30 дней.